# كاميلا كوليت
جاكوبين كاميلا كوليت (ولدت لأسرة ويرجيلاند) (23 يناير 1813 - 6 مارس 1895) كاتبة نرويجية، وغالبا ما يشار إليها كأول من ناصر نسوية نرويجية. وكانت أيضا الشقيقة الصغرى للشاعر النرويجي هنريك ويرجيلاند، ويشار إليها أنها واحدة من أوائل المساهمين في الإشارة إلى الواقعية في الأدب النرويجي. وكان شقيقها الأصغر اللواء جوزيف فرانتز أوسكار ويرجيلاند.

## حياتها
ولدت كاميلا في كريستيانساند، النرويج،  ابنة نيكولاي ويرجيلاند، اللاهوتي المعروف، والسياسي، والملحن في وقته. كان شقيقها الكاتب هنريك ويرجيلاند. عندما كانت كاميلا بسن الأربعة، انتقلت عائلتها إلى إيدسفول، حيث أصبح والدها كاهن الرعية. ترعرت كاميلا في أسرة أدبية، وأصبحت كاتبة يوميات شبابية،  حيث أنها وجدت الحياة في إيدسفول مملة أمضت معظم سن المراهقة في المدرسة الثانوية في كريستيانزفيلد في الدنمارك.
خلال زيارة لأوسلو التقت ووقعت في الحب مع الشاعر يوهان سيباستيان ويلهافن، الذي كان أيضا عدو شقيقها هنريك الأدبي. وكانت العلاقات بين الثلاثة معقدة وفي الوقت الذي أصبحت أسطورية في الرومانسية النرويجية. كان انحياز كوليت فلسفيا لويلهافن في المناقشة، وعلاقتها مع شقيقها كانت غير مستقرة لبعض الوقت. ولكن هناك دلائل تشير إلى أن كاميلا كانت تكن بعض الاستياء تجاه والدها وشقيقها على معارضتهم لعلاقتها مع ويلهافن. كما أنها عانت من مشاكل صحية أثنائها وفي صيف عام 1834 أخذها أبوها إلى باريس لاستعادة قوتها واستعادة صحتها.
على أي حال، علاقتها مع ويلهافن انتهت في نهاية المطاف، وعام 1841 تزوجت بيتر كوليت جوناس،, وهو سياسي بارز وناقد أدبي، وعضو في حزب الاستخبارات. كان بكل المقاييس زواج ناتج عن الحب. كما اتضح، كان الزوج داعم واستطاعت كاميلا نقاش أي موضوع معه. وقالت انها بدأت الكتابة للنشر بعد تزوجت كوليت.
عملها الأكثر شهرة هو روايتها الوحيدة (بنات منطقة الحاكم)  والتي نشرت في جزأين منفصلين في عام 1854 وعام 1855. ويعتبر هذا الكتاب واحدا من أول الكتب الواقعية السياسية والاجتماعية  في النرويج ويتعامل الكتاب مع صعوبات كونها امرأة في مجتمع أبوي عامة ويجبر على الزواج على وجه التحديد. ويعتقد أن لها تجارب شخصية في الحياة، وتحديدا علاقتها مع ويلهافن، أثرت على الكتاب. وبعد هذا الكتاب، كتبت قليلا جدا في الخيال،  ولكن لم تستمر في كتابة المقالات، مهاترات، ومذكراتها.
وتضمنت نماذجها الأدبية لها كاتبات مثل راحيل فارنهاجن وجورج ساند، وكذلك إدوارد بولوير يتون وتيودور مندت. أسلوبها يمثل خروجا عن المعاصرين لها، في أنها تفضل أكثر عارضة، لهجة الطبيعية.
في عام 1851، بعد مجرد عشرة سنوات من الزواج، توفي فجأة كوليت. ترك هذا كاميلا لتربية أربعة أبناء. وقالت إنها اضطرت لبيع منزلها ولم تتمكن من شراء واحد جديد مرة أخرى. وقد تم إرسال أبنائها البكر الثلاثة ليتم تربيتهم من قِبل الأقارب. وقد كافحت مع المشاكل المالية الشخصية لبقية حياتها.
قضت كوليت ما تبقى من سنوات عمرها تعيش في مختلف العواصم الأوروبية، بما في ذلك ستوكهولم وبرلين، وباريس، وكرست طاقاتها الأدبية لاحقا في المقالات السياسية. عادت إلى النرويج حوالي عام 1885. تمت إقامة حفلة لها في عام 1893 بمناسبة عيد ميلادها 80، وكان إبسن نفسه مرافق لها للحفلة.
توفيت في أوسلو في 6 مارس 1895 عن عمر يناهز 82.

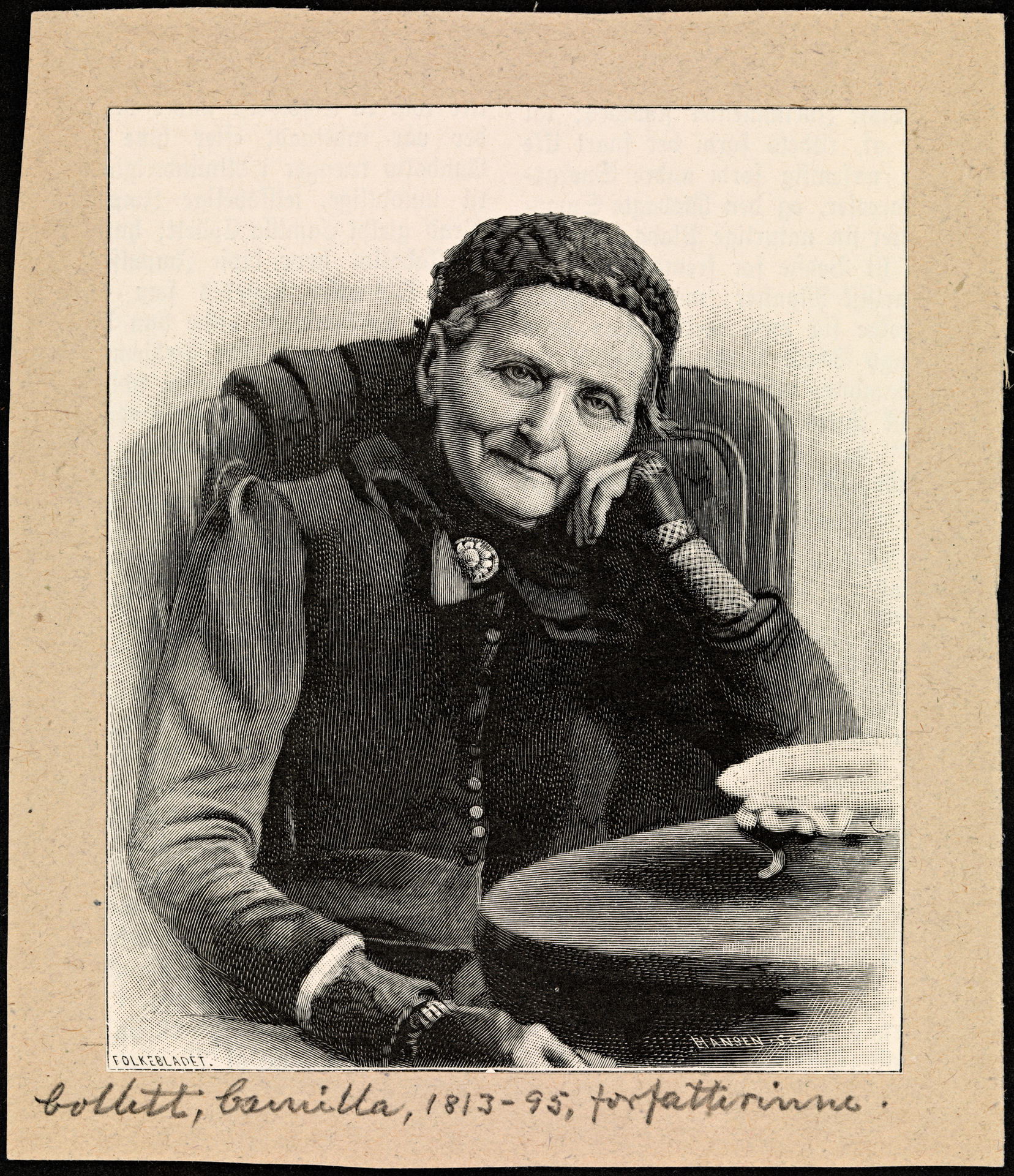
صورة كاميلا كوليت (1893)

## أسلوب الكتابة والتأثيرات
تربت كوليت في المنزل يقدر أعمال جان جاك روسو، الذي كان له تأثير كبير على كل من كوليت وشقيقها، نيكولاي. في بداية كتابة (بنات منطقة الحاكم)، وجدت الإلهام من جورج ساند، على الرغم من أنها شعرت أن أفكار ساند كانت راديكالية جدا. ناقشت في الرواية كيفية حرمان النساء والفتيات من التدريب والتعليم التي من شأنها تشجيعهم لنجاح أفضل في الحياة، لكنها لا تجادل في أن المرأة ينبغي لها أن تكون لها حياة ونجاح مستقل عن زواجها. أقترحت كوليت أن لبنات الأربعة، والزواج على أساس الحب والاحترام هو الفرصة المثلى لحياة ناجحة. يعتبر الكتاب «ناقد بشدة» لمفاهيم الزواج القسري والزواج التي تتم من أجل الأعراف الاجتماعية وشعبية. انها تؤيد فكرة الحب الرومانسي، وحرية المرأة لجعل اختيارهم العلاقة، من خلال التحرر الشخصي.
كلما تقدمت كوليت في العمر، كلما أصبحت وجهات نظرها الخاصة أكثر راديكالية، ليصبح الجدل على نحو متزايد. إنها تؤيد التغيير الاجتماعي والسياسي لأدوار مزيد من النساء في المجتمع، والمقالات التي نشرتها كانت مجهولة، ولكن في نهاية المطاف نشرت كتاب من الأعمال التي تم جمعها. وعلقت وصمة العار لفكرة وجود امرأة في كتابة المحتوى وتبادل الأفكار إنها تشارك علنا، أثر هذا على مهنتها وعاطفتها الحكيمة. وجهت كوليت هذا الإحباط في كتاباتها، حيث أنها غالبا ما عانت من وصمة العار. بعد كتابة (بنات منطقة الحاكم)، ركزت بشكل كبير على آراء ومقالات عن الأدب، وكثير منها رسخت كوليت كأولى الناقدات الأدبيات النسويات في النرويج. أعلنت في هذه المقالات ومقالات الرأي انها بحاجة للحصول على صورة جديدة للمرأة وتجاهل فكرة المرأة كونها متحفظة، والتضحية بالنفس في حياتهم.
تناقل عملها من قبل المعاصرين لها مثل هنريك إبسن.

## مطبوعات دار النشر
- بنات منطقة الحاكم (رواية) 1854-1855 (طبعات استعرض: 1860، 1879) [2]
- حكايات (نثر قصير) 1860 [2]
- في الليالي الطويلة (يوميات) 1862 [2]
- آخر الأوراق I-III (المواد) 1868-1873 [2]
- من طين البكم (مقالات) 1877 [2]
- وزارة دفاع سترومان I-II (المواد) 1879-1885 [2]
- كتابات I-X (مجموعة من الأعمال) 1892-1893
- يوميات ورسائل (مع بيتر كوليت جوناس) 1926-1934 [2]

## المنشورات الدورية
- الناشرين الأسبوعية، 20 يوليو 1992.[4]
- الدراسات الاسكندنافية، صيف 1993.[4]
- التايمز (لندن، إنجلترا)، 15 مارس 1895.[4]
- الملحق الأدبي للتايمز (لندن، إنجلترا)، 9 يونيو 1927.[4]

## روابط خارجية
- كاميلا كوليت على موقع الموسوعة البريطانية (الإنجليزية)